# Far North Line
De Far North Line is de noordelijkste spoorverbinding van Schotland. De lijn verbindt Inverness met het noorden van Highland. Passagiersdiensten worden uitgevoerd door ScotRail.
De spoorlijn gaat voornamelijk door landelijk gebied. De bij toeristen populaire route loopt langs de Moray Firth, aangezien de meeste bebouwing in dit deel van Schotland langs de kust ligt. Vanuit Inverness loopt de lijn eerst westelijk, om bij Beauly met een boog noordelijk om de Beauly Firth heen te lopen. Te Dingwall splitst de Kyle of Lochalsh Line richting de Schotse westkust zich af. Na Dingwall ligt het tracé langs de Cromarty Firth en na Tain langs de Dornoch Firth. Vervolgens loopt de lijn met een grote boog landinwaarts naar Lairg om daarna weer naar de kust van de Moray Firth bij Golspie te lopen. Na Helmsdale gaat de lijn het binnenland in, in eerste instantie langs de Helmsdale River.
Komend vanaf Inverness splitst de lijn nabij Halkirk (station Georgemas Junction) in tweeën. De oostelijke lijn loopt naar Wick, terwijl de noordelijke lijn naar Thurso loopt. Treinen vanuit Inverness rijden eerst via Georgemas Junction, waar zij kopmaken, naar station Thurso. Daarna rijden ze weer naar Georgemas Junction en dan verder naar station Wick. Te Thurso kunnen reizigers de bus naar Scrabster nemen, vanwaar een veerverbinding naar de Orkneyeilanden in stand wordt gehouden.

## Afbeeldingen

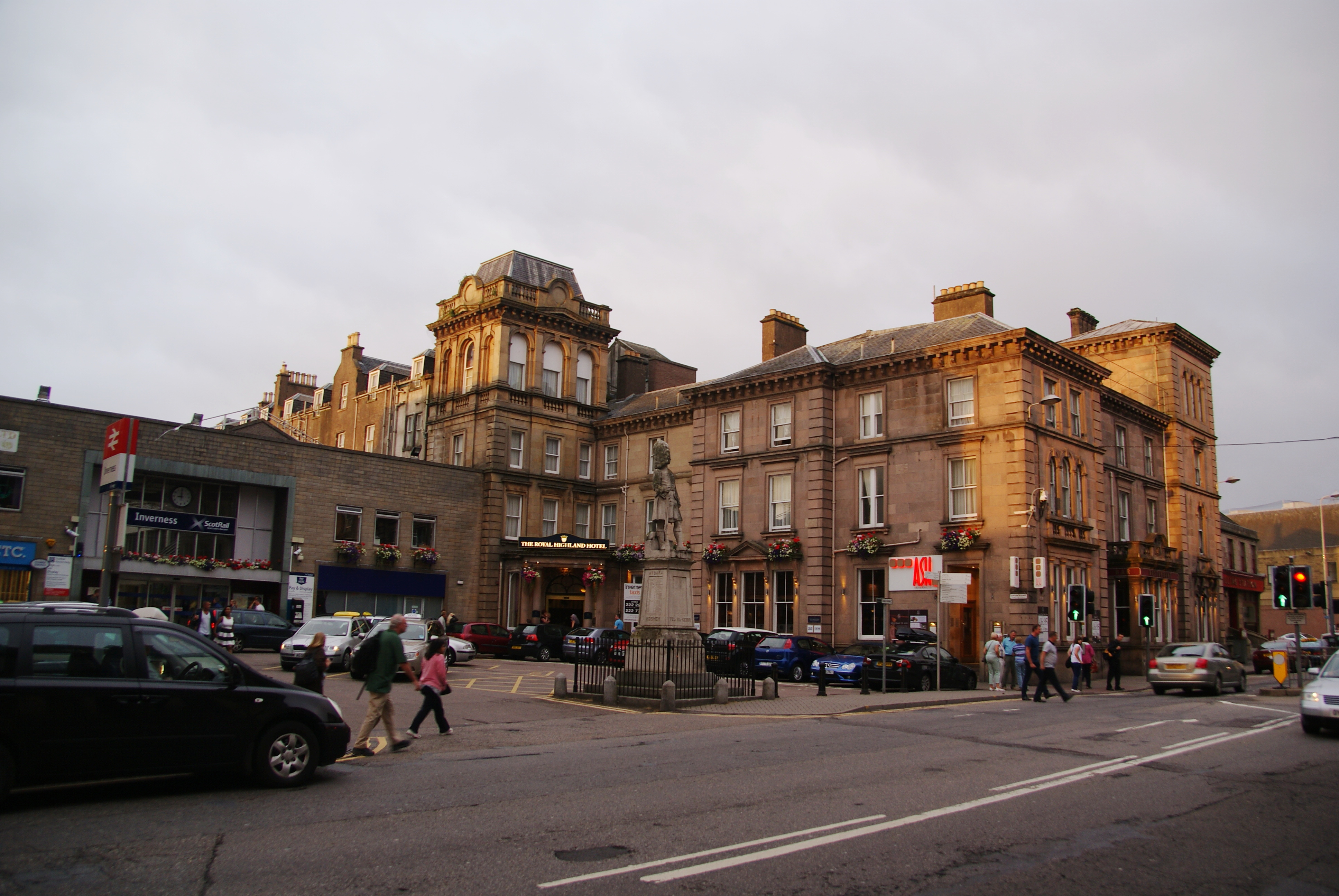
Station Inverness
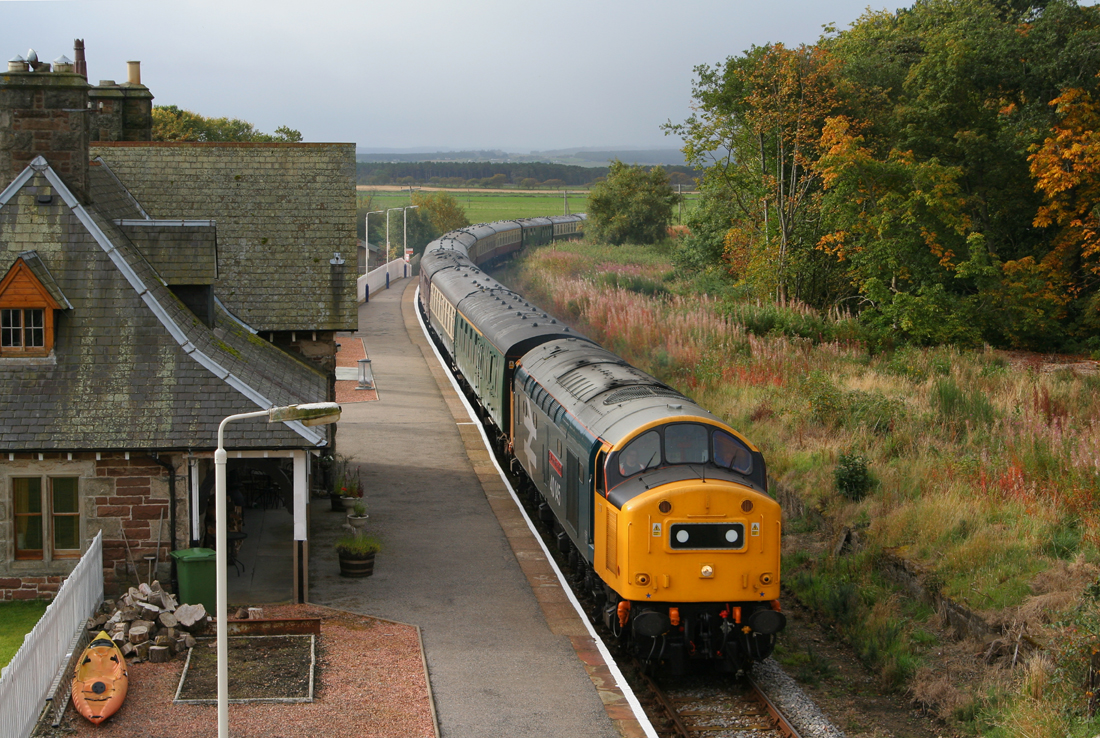
Station Golspie
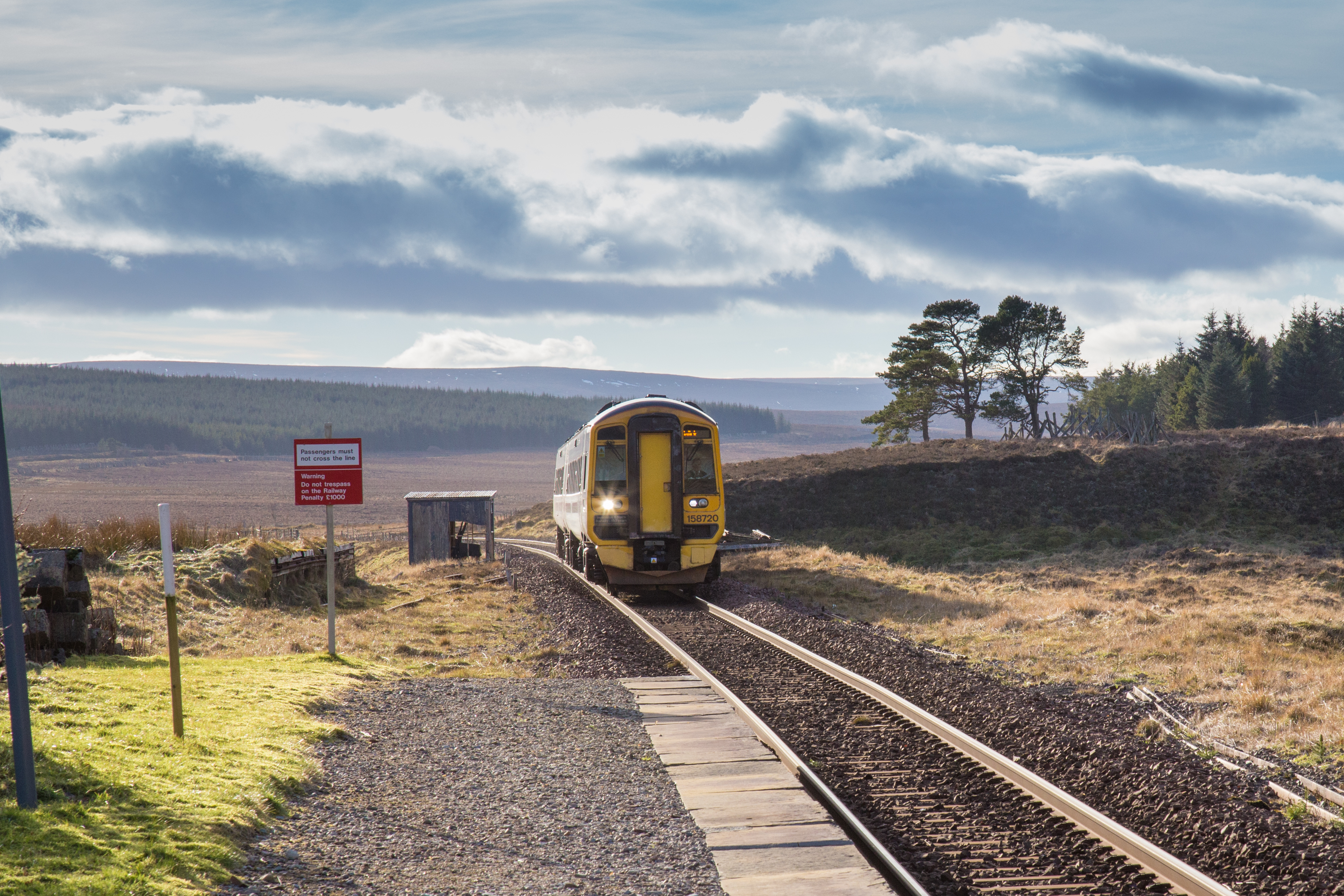
Station Altnabreac
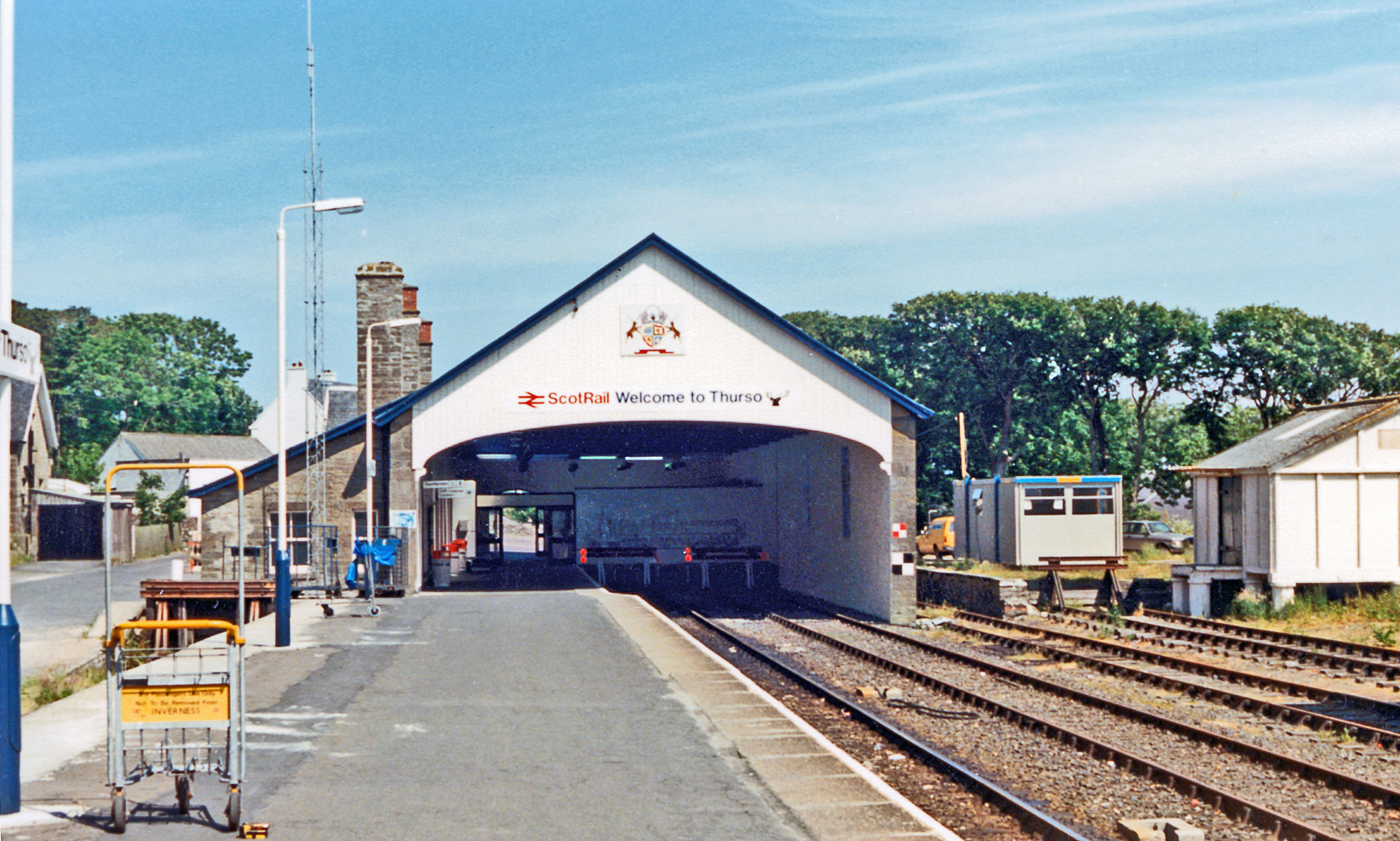
Station Thurso
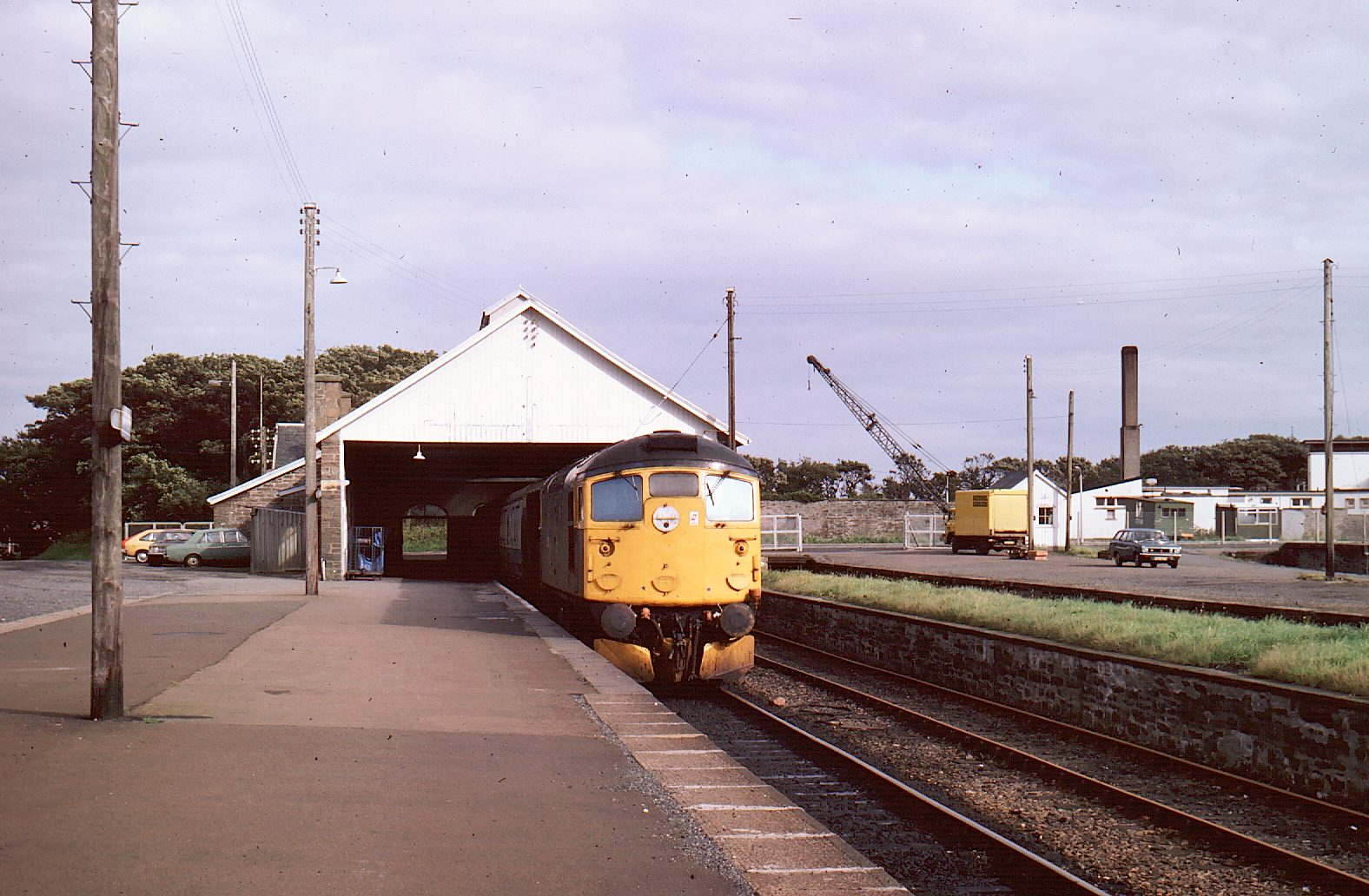
Station Wick